# Французский алфавит
Францу́зский алфави́т (фр. alphabet français) — система письма, используемая для записи слов и текстов на французском языке. Во французском алфавите используются 26 пар латинских букв с добавлением диакритических знаков и лигатур.

## Алфавит
| Буква | Название | МФА | Русское соответствие |     | Буква          | Название | МФА      | Русское соответствие |
| A a   | a        | ɑ   | а                    | N n | enne, ène      | ɛn       | эн       |                      |
| B b   | bé       | be  | бэ                   | O o | o              | o        | о        |                      |
| C c   | cé       | se  | сэ                   | P p | pé             | pe       | пэ       |                      |
| D d   | dé       | de  | дэ                   | Q q | ku, qu, cu     | ky       | кю       |                      |
| E e   | e, é     | œ   | ё                    | R r | erre, ère      | ɛʁ       | эр       |                      |
| F f   | effe     | ɛf  | эф                   | S s | esse           | ɛs       | эс       |                      |
| G g   | gé       | ʒe  | же                   | T t | té             | te       | тэ       |                      |
| H h   | ache     | aʃ  | аш                   | U u | u              | y        | ю        |                      |
| I i   | i        | i   | и                    | V v | vé             | ve       | вэ       |                      |
| J j   | ji, gi   | ʒi  | жи                   | W w | double vé      | dubləve  | дубль-вэ |                      |
| K k   | ka       | kɑ  | ка                   | X x | ics, ikse, iks | iks      | икс      |                      |
| L l   | elle, el | ɛl  | эль                  | Y y | i grec, igrec  | igʁɛk    | игрэк    |                      |
| M m   | emme     | ɛm  | эм                   | Z z | zède           | zɛd      | зэд      |                      |

## Буквы с диакритикой
Буквы с диакритикой (для многих из них варианты с прописной буквой редки или практически невозможны вне заголовков):
- акут (accent aigu): Éé. Употребляется только с буквой e (означает закрытый звук [e]); в то же время é — самое частое сочетание буквы и диакритики во французском языке.
- гравис (accent grave): Àà, Èè, Ùù. С буквой è означает открытый звук [ɛ] (в отличие от é и e). Сочетания à и ù встречаются только в немногочисленных, но частотных служебных словах: à — многозначный предлог; là «там» и его производные; déjà «уже»; où «где». Написание через гравис отличает некоторые из этих слов от омонимов (a «имеет», форма вспомогательного глагола avoir; la — определённый артикль; ou «или»).
- циркумфлекс (accent circonflexe): Ââ, Êê, Îî, Ôô, Ûû. Употребляется на месте этимологического латинского s (не во всех случаях). Для â, ê и ô означает, кроме того изменённое произношение: â — сдвинутое назад, ê — открытое, ô — закрытое (в современной орфоэпии различие a/â утрачивается). Для î и û носит чисто орфографический характер. С 1990 года допускается неупотребление циркумфлекса над i и u во всех случаях, кроме имён собственных, форм первого и второго лица множественного числа passé simple и слов dû, mûr, sûr (теряющих циркумфлекс в других формах), jeûne, форм глагола croître[2].
- седиль (cédille): Çç, означает произношение [s], а не [k], перед гласными, кроме i и e, принято для сохранения орфографии морфемы во всех формах (ср. lancer — lançons, France — français).
- диерезис, или трема (tréma): Ëë, Ïï, Üü, Ÿÿ. Используется для избежания трактовки сочетаний гласных как дифтонга, например, Citroën. Встречается редко, особенно сочетания ü и ÿ, представленные только в редких именах собственных, а также в ставшем нарицательным слове Capharnaüm и в глаголе crapaüter (вариант написания crapahuter). С 1990 года допускается написание -güe вместо традиционного -guë с непроизносимым ë (напр., aiguë/aigüe) и -geü- вместо -geu- с непроизносимым e (напр., vergeure/vergeüre)[2].

Замена букв с диакритикой на буквы без диакритики официально является орфографической ошибкой, но на практике диакритику над прописными буквами по техническим причинам часто опускают. Инициальные аббревиатуры пишутся без диакритики: CEE (Communauté Économique Européenne); графические сокращения её сохраняют: É.-U. (États-Unis).
При сортировке диакритические знаки не учитываются (за исключением слов, которые различаются только ими; в этом случает порядок следующий: без диакритики, акут, гравис, циркумфлекс, трема — eéèêë).

## Лигатуры
Лигатуры: Ææ Œœ. Нередко по техническим причинам заменяются на две буквы: ae (или фонетическую запись é), oe.

## Заимствования
Буквы k, w и лигатура æ (редкая и факультативная) используются только в иностранных словах (kilo — килограмм, wagon — вагон, nævus — родинка) и именах собственных.